# Pseudo-Xenofont
Pseudo-Xenofontés el nom donat a un autor anònim de l'antiga Grècia Grècia antiga que probablement va escriure un tractat titulat La constitució dels atenesos grec antic: Ἀθηναίων πολιτεία, Athenàion politéia que s'ha transmès entre els escrits de Xenofont, però que no va ser escrit per ell. L'obra no s'ha de confondre amb l'escrit homònim, que va ser escrit per Aristòtil o (més probablement) per un dels seus alumnes.

## Autoria
Tot i que el tractat es va atribuir una vegada a Xenofont, entre les obres del qual es va conservar, ara es considera que no era obra seva. L'autor de l'obra de vegades es coneix com El Vell Oligarca, un nom utilitzat per primera vegada per Gilbert Murray. Els estudiosos no es posen d'acord sobre les opinions polítiques de l'autor. Tot i que la majoria considera que l'obra és sincera i que l'autor és autènticament oligarca, alguns hi han vist un exercici intel·lectual d'un autor que no creu sincerament en els arguments que exposa.
Molts estudiosos han intentat identificar el Pseudo-Xenofont amb una figura històrica coneguda, per bé que aquests intents "no han donat bons resultats". Un possible autor que s'ha proposat sovint és Críties, que es convertiria en un dels Trenta Tirans l'any 404 aC. No obstant això, hi ha poques proves que donin suport a aquesta posició, i la filosofia de Críties no sembla coincidir amb la del Vell Oligarca: per exemple, el concepte de justícia proposat a la Constitució 1.2 difereix de les idees de Críties sobre això.

## Data
Les dates suggerides per a la Constitució dels Atenesos van des de l'any 443 aC fins al 406 aC. La majoria dels estudiosos s'inclinen per una data en algun moment de la Guerra d'Arquidam. Un terminus ante quem citat amb freqüència per a l'obra és l'expedició de Bràsides el 424 aC; Roscher va suggerir que això desmentia l'afirmació del § 2.5 que les potències terrestres no podien enviar forces expedicionàries lluny de casa. No obstant això, Harold Mattingly sosté que l'obra podria ser posterior a aquesta data, ja que l'expedició de Bràsides va ser una excepció dràstica a la regla que les potències terrestres no organitzaven expedicions llunyanes. De fet, Mattingly sosté que hi ha proves que l'obra es va compondre més tard del que se sol pensar: sosté que el festival de l'Hefèstia, esmentat a §3.4, es va instituir l'any 421/0 aC, cosa que situa la Constitució després de l'expedició de Bràsides.

## Contingut
Després d'una introducció en què l'autor exposa la seva tesi que, tot i disgustar-li el sistema de govern atenès, reconeix que està ben dissenyat per a les seves pròpies finalitats, el Vell Oligarca comença a discutir aspectes específics del sistema atenès i com funcionen per promoure'ls interessos democràtics atenesos.
La Constitució dels Atenesos se centra en la interdependència entre la supremacia naval d'Atenes i la seva democràcia. L'autor analitza tres trets que considerava característics del sistema democràtic atenès. Aquests eren que el sistema beneficiava el poble pla, que permetia que els vicis socials fossin comuns i que no estava interessat en la recerca de l'eunomia (“bon ordre”).